# Ljevica Hrvatske
Ljevica Hrvatske politička je stranka nastala ujedinjavanjem dosadašnjih izvanparlamentarnih stranaka (Trećega hrvatskog bloka,  Jadranskoga sabora, Masline, Socijaldemokratske unije). 

## Ujedinjenje
Osnivački kongres održan je u Rijeci, 25. ožujka 2007. Za predsjednika Ljevice Hrvatske izabran je Ivan Ninić, a za potpredsjednika Vladimir Bebić. Do ujedinjenja je došlo na inicijativu Ivana Ninića nakon njegovog izlaska iz SDP-a. Na ujedinjenju se počelo raditi sredinom 2006. Ujedinjenje međutim nisu prihvatile Socijalistička radnička partija Hrvatske, Akcija socijaldemokrata Hrvatske i još tri manje stranke, koje su nastavile djelovati kao (već prije formirana) koalicija pod nazivom Udružena ljevica, boreći se za isti politički prostor.

## Politički program
Ljevica Hrvatske okupila je neke lijeve, regionalne i zelene stranke s težnjom popunjavanja političkoga prostora lijevo od centra koji je, prema mišljenju ove stranke, ispražnjeno skretanjem Socijaldemokratske partije Hrvatske ka centru, a katkad i udesno. Ljevica Hrvatske okuplja i pojedince, dio istinskih ljevičara, koji se ne odriču antifašizma, te pozitivnih tekovina samoupravnoga socijalizma (npr. besplatnoga školovanja), prihvaća dobra iskustva skandinavskih zemalja i ne prihvaća kapitalizam poput današnjega u Hrvatskoj, nego zapadnog tipa. Stranka je idejno bliska nezavisnom lijevom časopisu Novi Plamen.

## Stavovi o EU i NATO-u
Ljevica Hrvatske zalaže se za ulazak Hrvatske u Europsku uniju na ravnopravnim temeljima. Prihvaća međunacionalnu toleranciju kao civilizacijsku osnovu ujedinjene Europe. Protivi se ulasku Hrvatske u NATO, kojega smatra imperijalističkom vojskom, prethodnicom ekonomskoga podjarmljivanja.